# الساندرو گوزی
الساندرو گوزی (انگلیسی: Alessandro Gozzi؛ زادهٔ ۱۲ آوریل ۱۹۹۳) بازیکن فوتبال اهل ایتالیا است.
از باشگاه‌هایی که در آن بازی کرده‌است می‌توان به باشگاه فوتبال پرو ورچلی و باشگاه فوتبال پارما اشاره کرد.